# Epinastie
Als Epinastie bezeichnet man das verstärkte Wachstum adaxialen Gewebes von Pflanzen verglichen zu abaxialem Gewebe. Unter physiologischen Bedingungen bestimmt das Verhältnis zwischen Epinastie und Geotropismus den Winkel zwischen  Sprossachse und Blättern bzw. Seitentrieben. Bei Staunässe verursacht Epinastie einen pathologischen Zustand, in dem die Blätter durch erhöhte, einseitige Ethylenproduktion nach unten wachsen, da die adaxiale (obere) Seite des Blattstieles schneller wächst als die abaxiale. Die Pflanze sieht dadurch welk aus; der Turgor (Blatt- bzw. Zellinnendruck) ist jedoch normal. 
Perzipiert wird die Staunässe in den Wurzeln der Pflanze, von wo aus ACC, eine Vorstufe des Ethylens im Yang-Cyclus, über den Transpirationssog im Leitgewebe in Richtung der Blätter gelangt. Hier kann es als von der ACC-Oxidase umgewandeltes Ethylen wirken.
Epinastie verursacht durch eine gesteigerte Produktion von Phytohormonen (Auxin) einen Unterdrückungseffekt im Wachstum von schwachen Trieben gegenüber den Leittrieben.